# 동양척식주식회사
동양척식주식회사(일본어: 東洋拓殖株式會社 도요 타쿠쇼쿠 카부시키가이샤[*], 영어: Oriental Development Company, ODC), 줄여서 동양척식(東洋拓殖) 또는 동척(東拓)은 1908년 12월 18일에 설립된 일본의 기업으로, 일본 제국이 조선의 경제 독점과 토지·자원의 수탈을 목적으로 세운 국책회사이다.
동양척식주식회사는 대영제국의 동인도 회사를 본뜬 식민지 수탈기관으로, 1908년 제정한 동양척식회사법에 의해 세워졌다. 자본금 1,000만 원이며 대한제국은 설립 자본금의 30%에 해당하는 국유지를 출자했지만 주요 목적은 일본의 식민지로부터의 경제적 이익을 위해 토지와 금융을 장악하고 일본인들의 식민지 개척 및 활동을 돕는 것, 곧 일본 제국의 식민지에서의 착취를 위한 기관이었다.
1909년 1월부터 대한제국에서 활동을 개시하였다. 원래는 대한제국, 일본의 양쪽 국적의 회사였으나 1910년 한일합방 이후 1917년에 본점을 도쿄로 옮겼다. 소유는 일본인에 한하였으며 활동지역은 이후 만주까지 확대되고 1938년부터는 다른 식민지인 타이완, 사할린, 남양군도 등으로 영업지역이 확대되었다. 1938년에는 9개 지점과 831명의 직원을 두었다. 조선인 간부로는 부총재 민영기와 이사 한상룡이 있었다.
1945년 11월 10일 미군정에 의해 신조선회사로 개편되었다. 1945년 9월 25일 미 군정이 제정한 "패전국 소속 재산의 동결 및 이전제한의 건"과 1945년 12월 6일 제정한 "조선 내 일본인 재산의 권리귀속에 관한 건"에 의해 모든 한국 내 일본인 소유재산(적산)은 미군정청 소유로 압류되었다. 미군정은 동양척식주식회사의 소유재산을 인수 개편하여 "신조선회사"로 개명했다가 1946년 2월 21일 신한공사(新韓公社)를 창립하여 토지개혁을 진행하였다.

## 사업 내용
농업 토지의 매매, 임차, 경영, 관리, 건물의 건설, 매매, 대차 그리고 특히 오단백성이라고 불릴 정도로 얼마 안 되는 땅을 빌려 농사를 짓던 일본 소작인들의 한국으로의 이민을 지원하는 동척농업이민계획을 펼쳤으며, 조선 각지에 일본인 촌락을 건설하고 정착을 위한 많은 특혜를 베풀었다. 동양척식주식회사는 조선식산은행과 더불어 일제강점기 내내 조선을 경제적으로 착취하는 대표적인 기관이 되었다. 1917년까지는 토지수탈을 목적으로 한 일본인 이주, 농업경영, 토지경영, 토지개량, 임업경영이 주력 사업이었지만 1930년대 이전까지는 금융 사업을 확장하면서 산미증식계획을 추진했다. 일제강점기 당시 일본에서는 1916년 쌀폭동이라고 불린 식량 부족에 따른 민중들의 생존권 투쟁이 벌어졌기 때문에 조선에서의 식량 수탈을 실시하였던 것이다. 동양척식주식회사는 고대 로마 제국과 근대 서구 제국주의 국가들처럼 일본의 평화 곧 일본의 번영과 안정을 위해 식민지를 수탈하던 기관이라고 할 수 있다. 1930년대 이후에는 광업 부분으로 확장하고 전쟁 수행을 위한 군수 산업을 지원했다.

### 동척과 토지 수탈

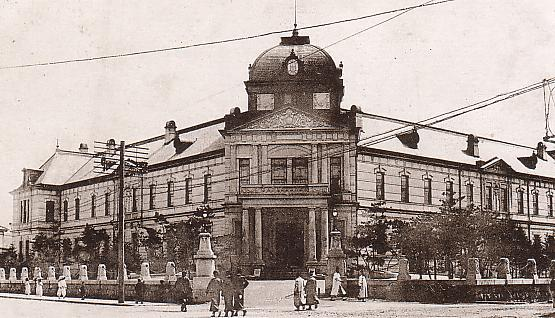
동척 경성지사

처음 한국으로부터 토지 1만 7,714정보를 자본으로 출자를 받은 후 토지 매입으로 1913년까지 4만 1,148정보를 매입하였으며 조선 총독부에 의한 토지조사사업으로 국유지불하에 의해 1917년 말 7만 5178정보의 토지를 소유하여 식민지 조선에서 조선총독부 다음으로 최대 지주가 되었다. 이후 계속 늘어나서 1942년 말에는 20만722정보를 소유했다. 동척은 소작인들에게 5할이나 되는 고액의 소작료를 요구하거나, 춘궁기에 양곡을 빌려주었다가 2할 이상의 이자를 받는 등 경제 수탈에 앞장서 농민들의 원성을 샀다.
소작민들에 대한 수탈은 한국인들의 대규모 해외 이주를 불렀다. 1933년까지 일본 본토로 113만 5852명, 만주와 연해주로 150만여 명이 이주한 것으로 집계된다.

### 일본인 이민
수탈한 토지를 기반으로 일본인 농업 이민자들을 한국 각지에 정착시키는 사업을 추진하였다. 1917년까지 매년 1천호, 1926년까지는 매년 360호정도의 이민을 받아 1926년까지 9,096호가 한국에 정착하였다. 이들은 동양척식주식회사의 지원 아래 직접 경작하기보다는 지주가 되어 조선민중을 착취 압박한 일제의 대변자 내지 앞잡이 역할이 되었다. 이에 따라 조선인 빈농 약 29만 9천명이 토지를 상실하고 북간도로 이주했다.

### 금융 사업
식민지 개척을 위한 척식자금을 운영하는 것은 주요 업무의 하나였다. 1920년대에 만주 및 몽골 지역 진출을 위해 농공업개발자금의 공급 사업을 벌였다.

### 투자 사업
1920년대 이후 광공업 분야를 중심으로 투자사업을 확대하여 동척계라 불리는 기업집단이 되었다. 1945년에는 이러한 회사가 52개사에 달했다. 이 중에는 조선유연탄, 동척광업, 비봉농사, 북선개발, 삼화광업, 조선아연광업, 조선도시경영, 해남농사 등이 있었다.

## 해방 이후
일본제국의 패망 이후 한국 남부를 지배한 미군정은 1945년 9월 25일 제정된 "패전국 소속 재산의 동결 및 이전제한의 건"과 1945년 12월 6일 제정된 "조선 내 일본인 재산의 권리귀속에 관한 건"에 의해 모든 한국내 일본인 소유재산(적산)을 미군정청 소유로 몰수하였다. 이 회사의 소유경지는 한국 논밭 경지의 12.3%에 달했으며 소속된 소속농가는 58만7974호로 전체농가 217만 2435호의 27.1%였다. 이때 동양척식주식회사의 소유재산을 인수 개편하여 "신조선회사"로 개명하였으며 1946년 2월 21일, 신한공사(新韓公社)를 창설하였다.
신한공사는 1948년 3월 22일에 과도정부 산하 중앙토지행정처로 바뀌었고, 이를 매개로 미군정에서 소유하던 토지를 한국 농민들에게 재분배하여 토지개혁을 실시하였다.

## 동척의 잔재
현재 대한민국에 동척 지점 건물이 남아있는 곳은 부산, 대전, 목포가 있다.

### 부산
동양척식주식회사 부산지점 건물은 대한민국 해방과 더불어 부산 주재 미국 문화원, 주부산 미국 영사관으로 쓰이다가 1996년 미국 연방 정부에 의해 폐쇄되고 2층의 영사관도 철수했다. 미국은 그 후 이 건물을 비워둔 채 방치하다가 1999년 4월 30일 대한민국에 완전히 반환하였다. 약 3년간의 내부 공사를 거쳐 2003년 7월 3일 총 200여점의 유물과 2개의 전시실을 갖춘 부산근대역사관으로 정식 개관하게 되었다. 2023년에는 리모델링 공사를 거쳐 부산근현대역사관으로 재개관했다.

### 대전
동양척식주식회사 대전지점 건물은 1922년 건립되어 현재도 대전 구도심에 남아있으며, 등록문화재 제98호로 지정되어 있다. 8·15 광복 이후 대전체신청, 대전전신전화국으로 사용되었으며, 1984년 민간에 매각되어 현재는 상업용 건물로 쓰이고 있다. 상업시설로 개조되면서 외관과 내부가 많이 변형되었으나 일제강점기 대전을 상징하는 역사적인 근대 건물로 가치가 인정되어 2004년 9월 대한민국 문화재청이 등록문화재로 지정하였다.

### 목포
동양척식주식회사 목포지점 건물은 전라남도 기념물 174호로 지정되어 있으며 옛 일본인 거류지에 아직 남아있다. 붕괴 위험으로 1998년 해군의 철거 조치가 내려질 뻔 했으나, 각계의 반발과 1920년대의 건물로는 유일하다는 데 착안하여 일제강점기를 잊지 않기 위해 사적지로 삼아야 한다는 의견에 따라 보존되었다. 후에 목포근대역사관으로 개장하면서 목포의 개항사를 비롯한 근대사를 소개하고 있다.

## 일제의 조선 경제적 수탈 기관 및 정책들
총독부는 조선을 효율적으로 통치 및 병참기지화하기 위해서 조선의 경제를 효율화하는 것이 필수적이었다. 그로 인한 수단들이 바로 동양척식주식회사 같은 경제 기관이나 산미증식계획과 남면북양 같은 경제 정책들이 핵심이었다.
- 동양척식주식회사: 대표적인 일제강점기의 경제 기관으로 조선 경제를 효율적 관리하는데 많은 도움이 됐다.
- 조선식산은행: 특수한 은행으로, 평시체제에는 산미증식계획의 자금을 뒷받침했고 전시체제에는 군수산업을 뒷받침했다.
- 조선은행: 조선은행권 발행으로 조석 식민통치비용을 조달하는 기관이었다.
- 토지조사사업: 조선 경제의 기반인 농지에 대한 정보를 확보하는 식민 지배에 필수적인 사업이었다.
- 곡류수용령: 1918년, 일본 본토로 조선 쌀을 옮기는 정책이었다.
- 산미증식계획: 일본의 농업이 위기를 맞고 식량난이 발생하자, 조선을 농업 생산 기지로 개조하는 사업이었다.
- 농촌진흥운동: 조선총독부가 주도하여 1932년~1940년 동안 전개하였던 관제농민운동이었다.
- 남면북양: 공업 원료 증산의 정책으로, 한반도의 남쪽에서는 면화를 재배하게 하고, 북쪽에서는 가구당 5마리씩 양을 사육하게 한 정책이다.

## 같이 보기
- 조선총독부
- 남만주철도주식회사
- 신한공사
- 조선은행
- 조선식산은행
- 영국 동인도 회사 - 1600년 설립
- 네덜란드 동인도 회사 - 1602년 설립
- 덴마크 동인도 회사 - 1616년 설립
- 포르투갈 동인도 회사 - 1628년 설립
- 프랑스 동인도 회사 - 1664년 설립
- 스웨덴 동인도 회사 - 1731년 설립
- 오스트리아 동인도 회사 - 1775년 설립

## 참고 문헌 및 링크
- digital 한국학 - 동양척식주식회사